# Franz Jakob (político)
Franz Jakob (17 de novembro de 1891 em Veitsaurach – 10 de setembro de 1965 em Ingolstadt) foi um político nazi alemão.

## História
Jakob trabalhou como secretário-chefe de caminhos de ferro. Em 1930, mudou-se como membro do Partido Nazi na Câmara Municipal de Fürth. Ele também foi membro do Landtag da Baviera e de 1933 a 1940 foi prefeito da cidade de Fürth.